# Johann Bernhard Basedow
Pour les articles homonymes, voir Basedow.
Johann Bernhard Basedow né à Hambourg le 11 septembre 1724, mort à Magdebourg le 25 juillet 1790.  est un essayiste, pédagogue et philosophe allemand.

## Jeunesse
Basedow est né à Hambourg, fils d'un perruquier. Son père (Heinrich Basedau) a été décrit comme "sévère presque à la brutalité", et sa mère, Anna Maria Leonhard, comme souffrant "de la mélancolie presque à la folie", ce qui a rendu son enfance moins qu'heureuse. Il était prévu de suivre la profession de son père, mais, à l'âge de 14 ans, il s'est enfui de chez lui, trouvant un emploi comme serviteur d'un médecin de campagne à Holstein. Son employeur a reconnu les dons intellectuels extraordinaires de Johann et l'a renvoyé à la maison de ses parents avec une lettre qui les a persuadés de permettre à leur fils d'être scolarisé au Johanneum à Hambourg. Ici, Johann est passé sous l'influence du rationaliste H.S. Reimarus (1694–1768), auteur du célèbre Wolfenbütteler Fragmente, publié par Lessing. 
En 1744, Basedow est allé à l'Université de Leipzig en tant qu'étudiant en théologie, mais s'est plutôt tourné vers l'étude de la philosophie, étant particulièrement influencé par la «Philosophie de la raison» de Wolff. Cela lui a fait examiner sa propre foi chrétienne, en arrivant à une position qui était "dans un centre entre le christianisme et le naturalisme". Ainsi, il a rejeté sa vocation cléricale et s'est plutôt tourné vers le radicalisme et le réformisme. Il est grand-père du médecin Karl Adolph von Basedow.

## Enseignant et universitaire
Entre 1749 et 1753, Basedow était un précepteur privé du fils de Herr Von Quaalen, un noble vivant à Borghorst, Holstein. Il a développé de nouvelles méthodes d'enseignement basées sur la conversation et le jeu avec l'enfant, ainsi qu'un programme de développement physique. Son succès fut tel qu'il écrivit un traité sur ses méthodes, «Sur la méthode la meilleure et jusqu'ici inconnue pour enseigner aux enfants de nobles», qu'il présenta à l'Université de Kiel en 1752, et obtint le diplôme de Master of Arts.
En 1753, il est nommé professeur de philosophie morale et de belles-lettres à l'Académie de Sorø au Danemark. Il s'est avéré être un enseignant très populaire et a également été appelé à donner des conférences sur la théologie. Cependant, ses vues intrépides et anti-établissement et la publication d'un livre en 1758, "Practische Philosophie" ("Philosophie pratique"), dans lequel il exposait sa position religieuse peu orthodoxe, ont conduit, en 1761, à sa destitution de ce poste et transfert à Altona , ici ses travaux publiés le mettent en conflit avec le clergé orthodoxe. Il lui fut interdit de donner d'autres instructions, mais il ne perdit pas son salaire; et, vers la fin de 1767, il abandonna la théologie pour se consacrer avec la même ardeur à l'éducation, dont il conçut le projet d'une réforme générale en Allemagne .

## Le livre élémentaire et Philanthropinum
En 1768, fortement influencé par les idées de Rousseau sur l'éducation à Emile, Basedow publie un livre, Vorstellung an Menschenfreunde und vermögende Männer für Schulen, nebst dem Plan eines Elementarbuches der menschlichen Erkenntnisse ("Idée aux philanthropes pour les écoles, avec le plan d'un livre élémentaire des connaissances humaines "). Il a proposé la réforme des écoles et des méthodes communes d'enseignement, la création d'un institut pour les enseignants qualifiés et a sollicité des abonnements pour l'impression d'un nouveau livre illustré, Elementarwerk ("Livre élémentaire"), où ses principes devaient être expliqués en détail. Il s'est rendu compte qu'il était de la responsabilité de toute la société de soutenir ces importantes réformes de l'éducation destinées à améliorer la qualité de l'enseignement, à supprimer le traitement brutal des étudiants sous toutes ses formes et à le remplacer par de la compassion et de la compréhension, et l'introduction de nouveaux matériels et livres pédagogiques aider les élèves à apprendre. Il a proposé son projet de réforme à des personnes fortunées qui, selon lui, souhaitaient aider l'humanité et a rapidement reçu un soutien financier. Initialement, il rassembla plus de vingt mille thalers et en 1774 il put publier Elementarwerk en quatre volumes, avec des illustrations de Daniel Chodowiecki. L'Elementarwerk contenait un système complet d'enseignement primaire, destiné à développer l'intelligence des élèves et à les mettre, dans la mesure du possible, en contact avec les réalités, non avec de simples mots; c'était le premier manuel d'images pour enfants à être publié depuis le "Orbis Pictus" de Comenius en 1664. Il y avait aussi un compagnon "Methodenbuch" (livre de méthode) pour aider les enseignants et les parents. 
Ce soutien financier des "amis de l'humanité" (Philanthropie = amour de l'humanité), a fait de Basedow le fondateur du mouvement philanthropique et il a développé le premier concept philanthropique. La philanthropie faisait partie intégrante de la progression du mouvement de réforme de l'éducation et n'aurait pas pu réussir autrement.
Basedow était un ami de Goethe et, à travers lui, fit la connaissance du prince Franz d'Anhalt-Dessau, qui devint un fervent partisan des projets de réforme de l'enseignement de Basedow et accepta de soutenir la fondation d'une nouvelle école, la Philanthropinum, à Dessau. L'école a ouvert ses portes en décembre 1774, son thème principal étant «tout selon la nature». Les riches et les pauvres devaient être éduqués ensemble, le programme était basé sur la pratique et dispensé en allemand (plutôt qu'en latin ou en grec), l'artisanat était enseigné, l'accent était mis sur les jeux et l'exercice physique, et l'uniforme scolaire était simplifié et plus confortable. Bien que l'école n'ait été ouverte que pendant une période relativement courte jusqu'en 1793, son influence réformatrice s'est avérée considérable et a inspiré la fondation de nombreuses institutions similaires en Allemagne et à l'étranger .

## Fin de vie
Basedow, malheureusement, n'était pas disposé par nature ou par habitude à réussir dans un emploi qui exigeait la plus grande régularité, patience et attention; son caractère était intraitable et sa gestion du Philanthropinum était une longue querelle avec ses collègues. Il a démissionné de son poste de directeur de l'institution en 1778. Basedow a épousé Gertrude Elizabeth Hammer. Il a eu de nombreux enfants dont Christine Henriette Louise Von Basedow (décédée à la naissance), Antonie Luise Emilie von Basedow, Ludwig Von Basedow et Henriech Josias Von Basedow. Basedow est mort à Magdebourg en 1790. 

## Publications
- Philosophie pratique pour toutes les conditions, 1758 ;
- De l'éducation des princes, traduit par Jean-François de Bourgoing, 1777 ;
- Philaléthie ou Considérations sur les vérités de la religion et de la raison, 1764, où il prêchait une religion naturelle ;
- Recueil des connaissances nécessaires à l'instruction de la jeunesse (avec 100 gravures), 1774 ;
- Traité élémentaire, 3 vol (1774) ;
- Agathocrator (ou de l’Éducation des princes) (1777).